# Balticconnector
Balticconnector — двонапрямний газогін між Інкоо (Фінляндія) та Палдіскі (Естонія), який з'єднує газові мережі цих двох країн. Газогін надає Фінляндії доступ до Інчукалнського підземного сховища газу в Латвії. Крім того, газогін дає змогу побудувати регіональний термінал зрідженого газу.

## Історія
Спочатку проєкт був запропонований фінською газовою компанією Gasum у співпраці з Eesti Gaas з Естонії. Після впровадження третього енергетичного пакета ЄС EG Võrguteenus, колишня дочірня компанія «Eesti Gaas», замінила останню. Пізніше «EG Võrguteenus» став частиною естонського оператора «Elering».
У жовтні 2015 року «Gasum» відмовився від участі в проєкті через сумнівну економічну доцільність. Її замінила фінська державна компанія «Baltic Connector OY».
Техніко-економічне обґрунтування газогону було завершено у травні 2007 року. Попередня програма оцінки впливу на навколишнє середовище була виконана у 2010 році. У 2010 році Європейська комісія профінансувала дослідження можливостей створення більш диверсифікованої мережі природного газу в регіоні Балтійського моря, що включало також і проєкт «Balticconnector».
Дослідження морського дна почалися в листопаді 2013 року
.
.
Угоду про будівництво було підписано між «Elering» і «Baltic Connector» 17 жовтня 2016 року.
Наріжний камінь трубопроводу було закладено 8 червня 2018 року в Інкоо. Прокладка морського трубопроводу розпочалася 20 травня 2019 року та була завершена 24 червня 2019 року.
Огородження морської ділянки було завершено до 12 липня 2019 року.
Сухопутну ділянку в Естонії було заповнено газом 23 жовтня 2019 року, а морську – 27 листопада 2019 року.
Урочисте відкриття газопроводу відбулося 11 грудня 2019 року на церемоніях у Гельсінкі та Палдіскі. Газопровід почав комерційну діяльність 1 січня 2020 року. За перший місяць роботи він забезпечив понад третину потреб Фінляндії в газі, еквівалентну 885 ГВт-год. Для порівняння, внутрішнє споживання Естонії становило 565 ГВт/год.
Після введення в експлуатацію газового з’єднання між Польщею та Литвою, в 2022 році Естонія та Фінляндія (через «Balticconnector») були під’єднані до польського та внутрішнього газових ринків ЄС і навпаки; Естонія отримала постачання СПГ через термінал Інкоо у 2023 році.
2023 року Фінляндія орендувала плавуче сховище та регазифікаційну установку (FSRU) для прийому зрідженого природного газу (СПГ), замінивши таким чином поставки газу з Росії, які були припинені внаслідок російського вторгнення в Україну. 

## Технічний опис
Проєкт складався з 77 км двонапрямного морського трубопроводу між Інкоо у Фінляндії та Палдіскі в Естонії, 21 км наземного трубопроводу у Фінляндії між Інкоо та Сіунтіо та 55 км берегового трубопроводу в Естонії між Палдіскі та Кійлі. Він складається з вимірювальних і компресорних станцій в Інкоо та Керсалу, Естонія.
Морською частиною спільно керують «Elering» і «Baltic Сonnector», тоді як наземні ділянки трубопроводу будуть розроблятися окремо кожною стороною. Спочатку також була пропозиція альтернативного маршруту довжиною 140 км з Вуосаарі (район Гельсінкі) до Палдіскі.
У морській і фінській береговій секціях використовуються труби діаметром 500 мм з робочим тиском 80 бар (8000 кПа). На береговій ділянці Естонії використовується труба діаметром 700 мм з робочим тиском 55 бар (5500 кПа). В Естонії газогін з’єднано з 700-міліметровим газогоном з Латвії, який буде вдосконалено.
Початкова потужність газогону «Balticсonnector» становить 0,9 млрд м³/рік. Пізніше має збільшиться до 2,6 млрд м³/рік. Вартість газогону становить €300 млн, з яких €206 млн профінансувала Європейська комісія.
Труби були поставлені компанією Corinth Pipeworks Pipe Industry SA. Сухопутну ділянку в Естонії побудувала «EG Ehitus AS», дочірня компанія «Eesti Gaas», а морську ділянку спорудила «Allseas», яка задіяла трубоукладальне судно «Lorelay». Бурові та підривні роботи в районі Інкоо провадили з самопідіймального судна "HMSJU 064". Ківшевий земснаряд "Optimus" прокалдав траншею на підходах до Палдіскі.

## Пошкодження
8 жовтня 2023 року, в результаті пошкодження, тиск у трубі газогону «Balticсonnector» впав і трубу перекрили. Фінляндія почала розслідування за фактом вандалізму, допомогу в розслідуванні запропонували в НАТО. Керівництво Фінляндії та Сили оборони Естонії підозрювали, що за вибухом стоїть Росія.
10 жовтня 2023 року, президент Фінляндії Саулі Ніїністе офіційно оголосив, що газогін пошкоджено в результаті диверсії. 
За даними Фінляндії, газопровід було пошкоджено «зовнішньою дією». Разом з тим, в 2023 році Фінляндія орендувала плавуче сховище та регазифікаційну установку (FSRU) для прийому зрідженого природного газу (СПГ), замінивши таким чином поставки газу з Росії.

### Розслідування
8 жовтня 2023 року норвезький дослідницький інститут NORSAR зафіксував ознаки вибуху біля берегів Фінляндії у Балтійському морі, коли зазнав пошкоджень газогін. Епіцентр вибуху знаходився за 40 км від естонського Палдіскі. Магнітуда складала приблизно 1 бал, що удвічі менше, ніж внаслідок вибуху у вересні 2022 року на газопроводі «Північний потік». Тоді його магнітуду NORSAR оцінював у 2,2 балів.
Можливо також, що пошкодження газогону було спричинене «механічною силою». Згодом стало відомо, що поблизу місця прориву газопроводу перебувало російське судно «Sevmorput» та китайське судно «Newnew Polar Bear» (під прапором Гонконгу) та ще кілька кораблів. 20 жовтня фінська поліція завершила слідчі дії, але розслідування продовжилося.
Разом з газогоном «Balticconnector» було пошкоджено також кабель зв’язку, який пролягає на дні Балтійського моря між Швецією та Естонією. 19 жовтня 2023 року шведське Міністерство оборони заявило, що підтверджено причетність сторонньої сили до пошкодження кабелю зв’язку. Як зазначило шведське оборонне відомство в короткому повідомленні, «було підтверджено, що телекомунікаційний кабель між Швецією і Естонією був пошкоджений через зовнішню силу або втручання». Однак, Міноборони Швеції не уточнило, чи підозрює конкретну країну чи країни в пошкодженні кабелю. 24 жовтня 2023 року, за повідомленням агентства Baltic News Service, підводний кабель зв'язку між Фінляндією та Естонією, який був пошкоджений одночасно з газопроводом «Balticconnector» вночі 8 жовтня, було відновлено.
24 жовтня 2023 року поліція Фінляндії висунула версію подій, що причиною інциденту могло бути китайське судно «Newnew Polar Bear». Слідство виявило на морському дні сліди якоря, який вів до місця пошкодження газопроводу, а сам якір було піднято на поверхню 24 жовтня. Слідчі Національного бюро розслідувань Фінляндії намагалися зв'язатися з компанією-власником судна, однак вона відмовилася від співпраці. Фінляндія почала співпрацю з китайською владою з метою продовження розслідування стосовно зазначеного судна.
У грудні 2023 року Міністр уряду Фінляндії Андерс Адлеркройц заявив, що пошкодження газопроводу контейнеровозом «Newnew Polar Bear» не були випадковими.
На початку серпня 2024 року, як повідомило видання South China Morning Post, Китай визнав, що саме його судно «Newnew Polar Bear», яке на момент інциденту в жовтні 2023 року прямувало під прапором Гонконгу, а його зареєстрованим власником була китайська континентальна фірма NewNew Shipping Line, пошкодило газопровід «Balticconnector» у Балтійському морі. Але при цьому у звіті стверджується, що то був нещасний випадок. У звіті також йдеться про проведене внутрішнє розслідування і повідомлення його результатів урядам європейських країн. Зазначається, що аварія сталася внаслідок сильного шторму, в результаті чого судно тягло якір по морському дну, що й призвело до аварії на підводному газогоні поміж країнами.

## Відновлення
22 квітня 2024 року, як повідомила телерадіокомпанія YLE, ремонтні роботи на газопроводі «Balticconnector» у Балтійському морі між Естонією та Фінляндією були завершені і по ньому пішов потік газу. Місце пошкодження газогону знаходилося на глибині 60 м на морському дні. Ремонтні роботи проводили без залучення водолазів – за допомогою дистанційно керованого обладнання. Зазвичай ремонт такого масштабу займає від одного до двох років. «Balticconnector» було відремонтовано за 7 місяців. Ремонтні роботи обійшлися трохи менш як €40 млн.